# Louis Debeugny

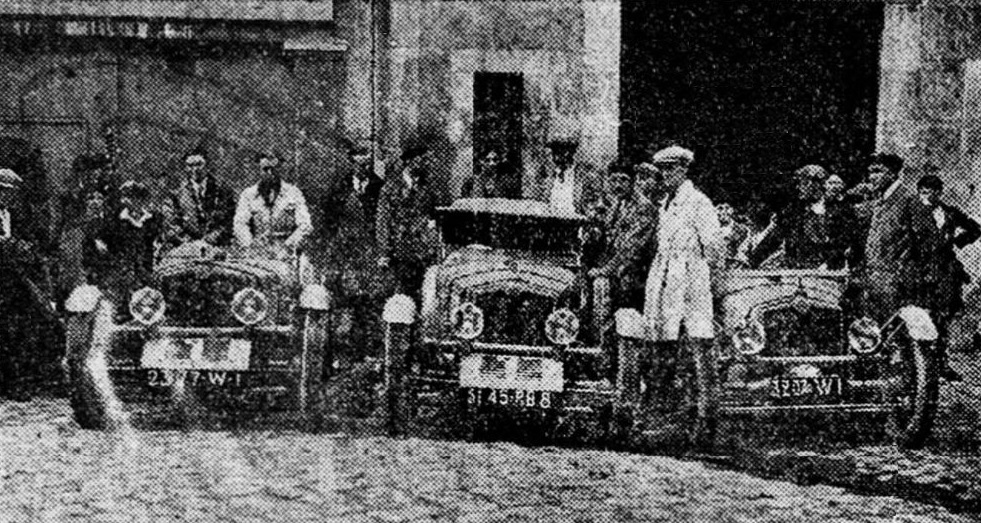
Das Tracta-Werksteam beim 24-Stunden-Rennen von Le Mans 1929

Louis Auguste Raymond Marcel Debeugny (* 24. Juni 1904 in Nizza; † 13. Mai 1979 in Vaux-sur-Mer) war ein französischer Autorennfahrer.

## Karriere
Louis Debeugny war in seiner Karriere zweimal beim 24-Stunden-Rennen von Le Mans am Start. 1929 pilotierte er gemeinsam mit Louis Balart einen Tracta A Le Mans an die neunte Stelle der Gesamtwertung. Ein Jahr später war er Werksfahrer bei Tracta. Erneut erreichte er den neunten Rang im Schlussklassement, diesmal mit Roger Bourcier als Teampartner.
1930 war er auch beim 24-Stunden-Rennen von Spa-Francorchamps gemeldet und beendete dieses 24-Stunden-Rennen als Gesamtdreizehnter.

## Statistik

### Le-Mans-Ergebnisse
| Jahr | Team                      | Fahrzeug      | Teamkollege    | Platzierung            | Ausfallgrund |
| ---- | ------------------------- | ------------- | -------------- | ---------------------- | ------------ |
| 1929 | SA des Automobiles Tracta | Tracta Type A | Louis Balart   | Rang 9 und Klassensieg |              |
| 1930 | SA des Automobiles Tracta | Tracta A28    | Roger Bourcier | Rang 9                 |              |